# Calamagrostis affinis
Calamagrostis affinis är en gräsart som först beskrevs av Max Gray, och fick sitt nu gällande namn av Rafaël Herman Anna Govaerts. Calamagrostis affinis ingår i släktet rör, och familjen gräs. Inga underarter finns listade i Catalogue of Life.